# Music Is My Boyfriend
Music Is My Boyfriend – pierwsza piosenka Skye Sweetnam z jej drugiego albumu Sound Soldier. 20 października 2007 Skye wydała do niej teledysk.

## Teledysk
Teledysk "Music Is My Boyfriend" przedstawia Skye Sweetnam, która występuje w dwóch rolach - pierwsza to pacjentka psychologa, która uważa, że muzyka jest jej chłopakiem. Jej drugą rolą jest psycholożka, która wysłuchuje swojej pacjentki, a następnie próbuje odwieść ją od swoich przekonań i próbuje pomóc jej hipnozą. W teledysku pojawiają się retrospekcje przedstawiające to, co opisuje Skye - np. wyjście Skye na randkę (Skye parkuje swój samochód i tańczy), branie kąpieli (Skye kąpie się w wannie i jest otoczona głośnikami). Ponadto przez cały teledysk, pojawiają się ujęcia Skye próbującej otworzyć drzwi do swojego mózgu. Pod koniec teledysku pokazana jest scena, z której wynika że hipnoza Skye okazuje się nieskuteczna. Następnie zaczyna krzyczeć, że muzyka jest jej chłopakiem, a sfrustrowana psycholożka rozdziera swoje włosy z koku i napada na Skye.